# Хольбек (коммуна)
Хольбек (дат. Holbæk Kommune) — датская коммуна в составе области Зеландия. Площадь — 578,74 км², что составляет 1,34 % от площади Дании без Гренландии и Фарерских островов. Численность населения на 1 января 2008 года — 69 010 человек (мужчины — 34 097, женщины — 34 913; иностранные граждане — 2946).

## История
Коммуна была образована в 2007 году из следующих коммун:
- Хольбек (Holbæk)
- Йернлёсе (Jernløse)
- Свиннинге (Svinninge)
- Торнвед (Tornved)
- Тёллёсе (Tølløse)

## Изображения

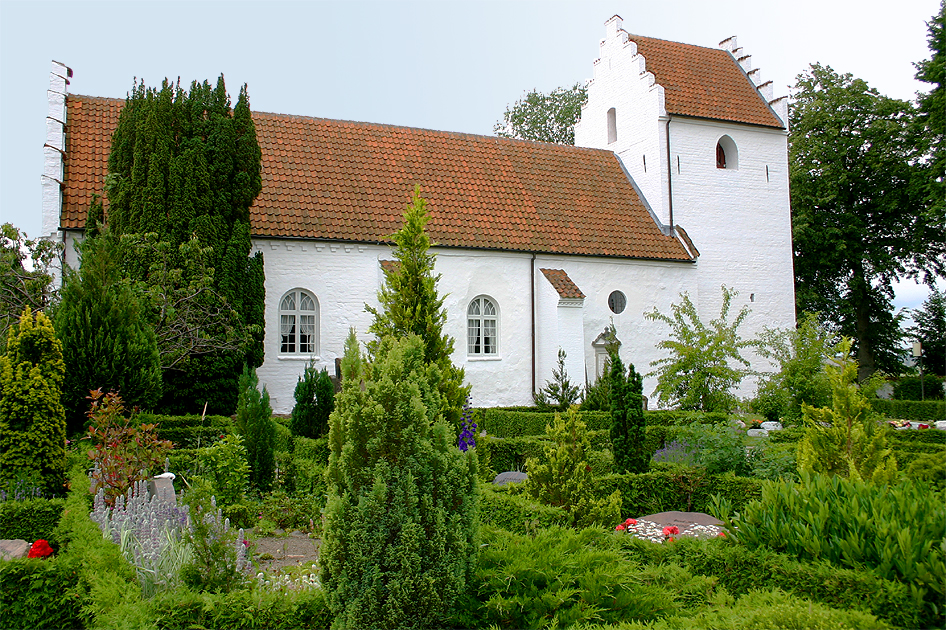
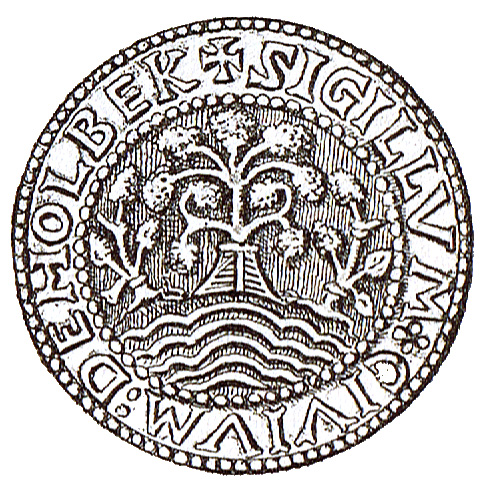
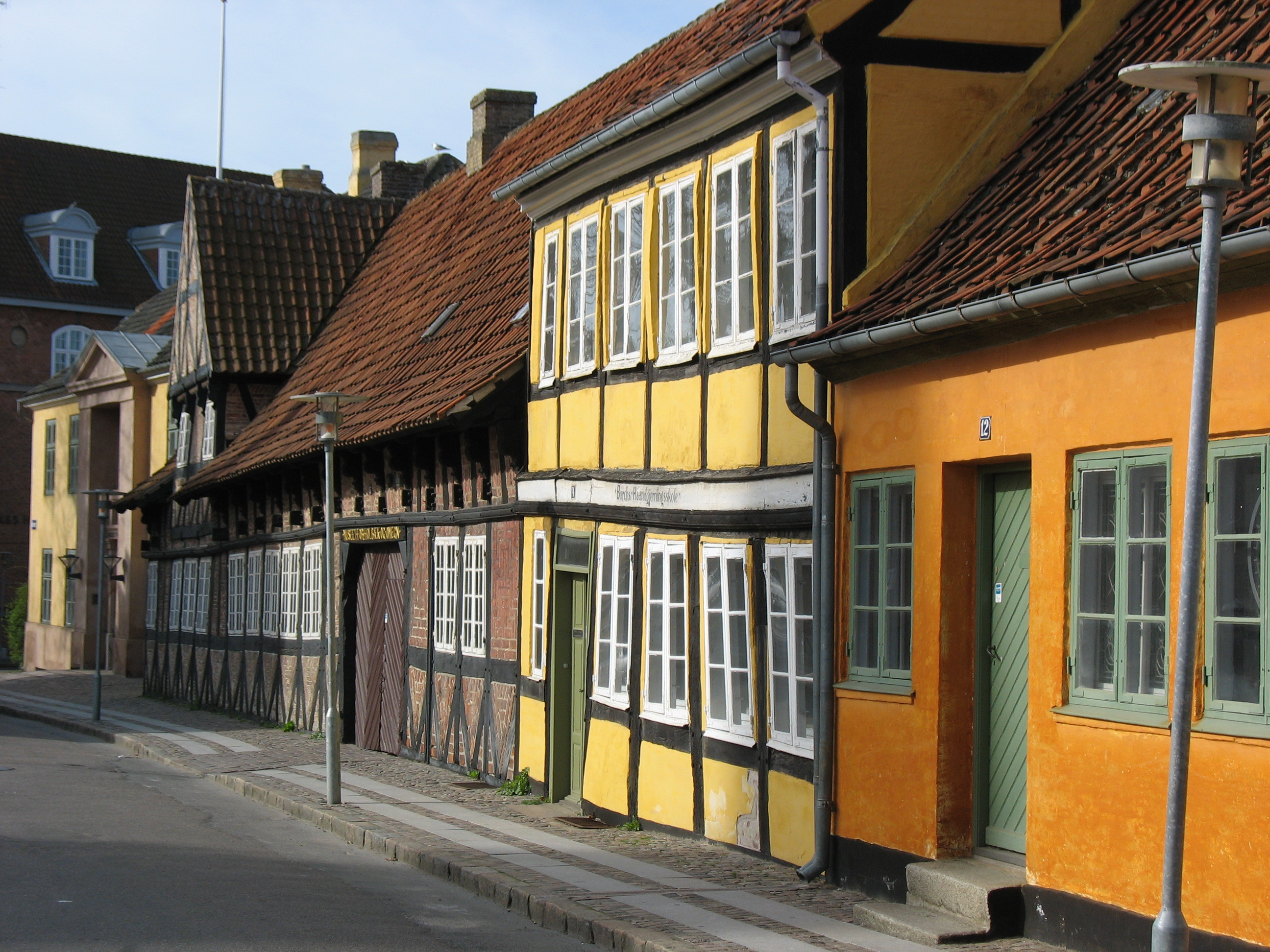
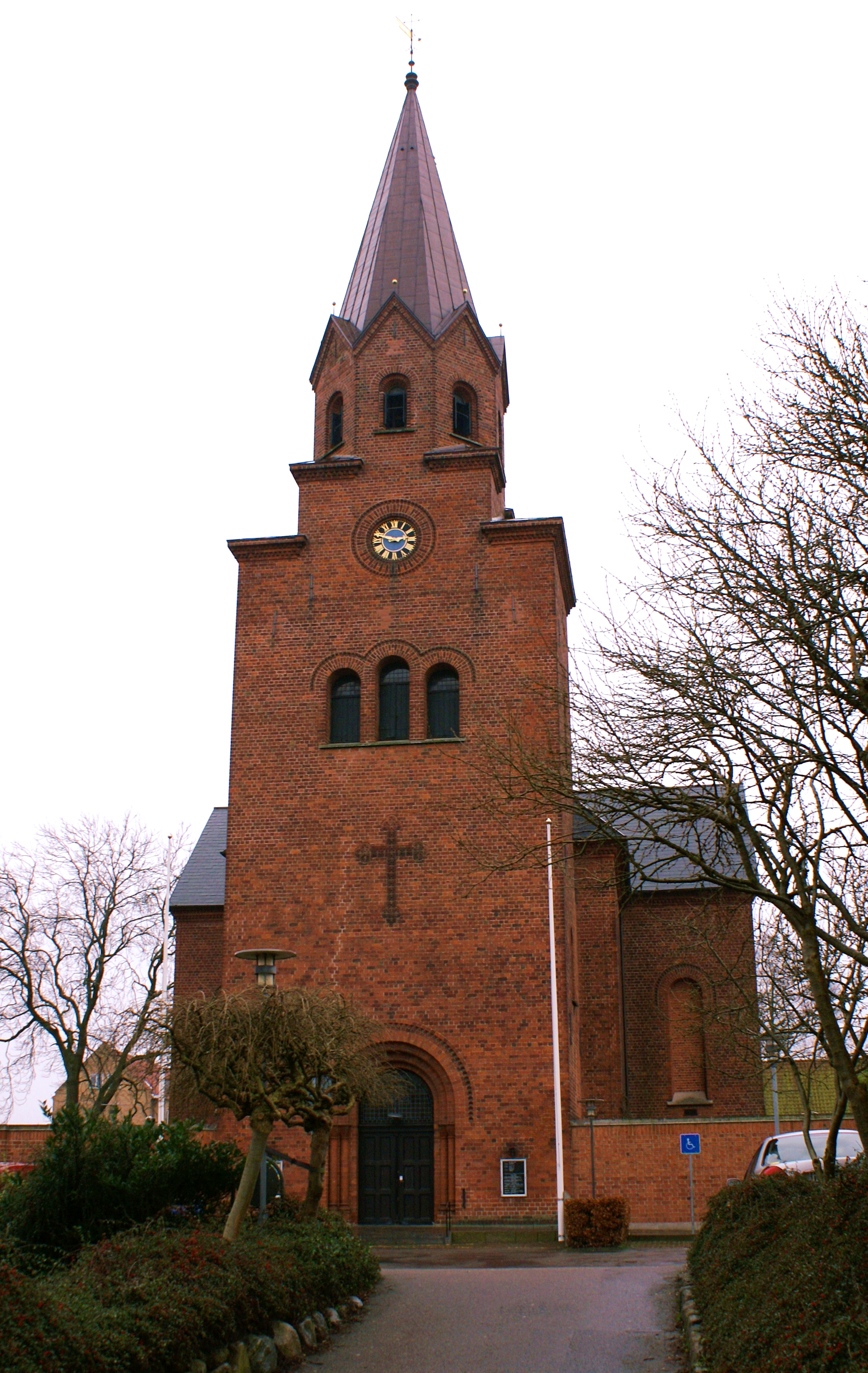
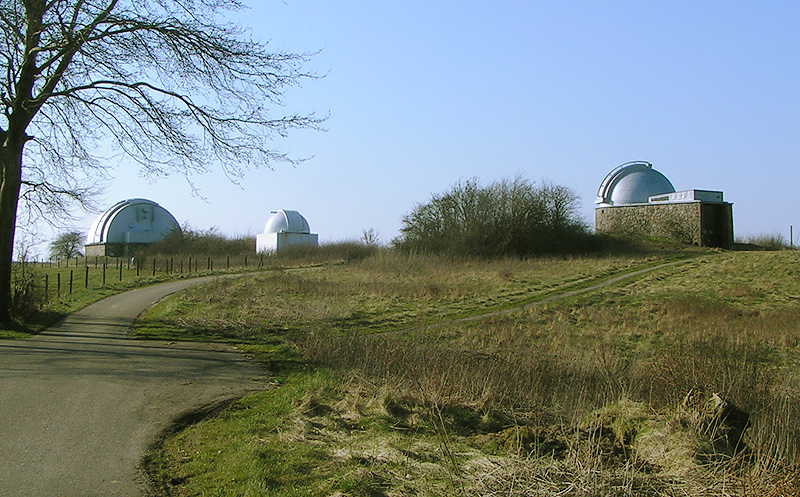
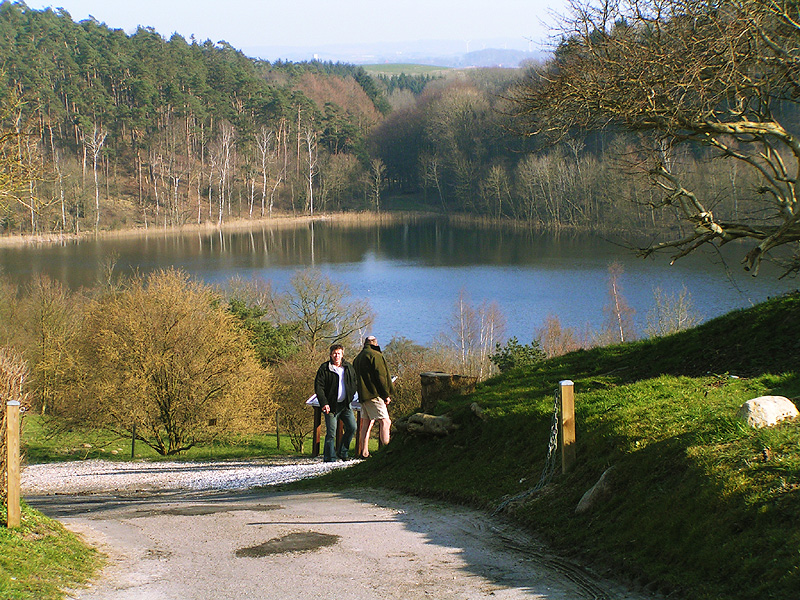

## Железнодорожные станции
- Багмаркен (Bagmarken)
- Форевайле (Fårevejle)
- Гислинге (Gislinge)
- Хольбек (Holbæk)
- Йюдеруп (Jyderup)
- Кнабструп (Knabstrup)
- Кр. Эскильструп (Kr. Eskilstrup)
- Мёркёу (Mørkøv)
- Ню Хагестед (Ny Hagested)
- Нюруп (Nyrup)
- Регструп (Regstrup)
- Саннбю (Sandby)
- Стенхус (Stenhus)
- Ст. Мерлёсе (St. Merløse)
- Свиннинге (Svinninge)
- Тёллёсе (Tølløse)
- Випперёд (Vipperød)